# Pokomo (langue)
Pour les articles homonymes, voir Pokomo.
Le pokomo est une langue bantoue parlée par la population pokomo au Kenya.

## Écriture
Un alphabet pokomo a été développé par Bible Translation and Literacy dans les années 1980 et a notamment été utilisé dans la traduction de la Bible en bas pokomo : Ḍamano Ipfya, avec le Nouveau Testament complété en 2005.
| a | b | ḅ | bv | ch | d | ḍ | d̯ | dh | dz | e | f | g | gh | h | hw | i | j | k | l | m | n | ny | o | p | pf | r | rh | s | sh | t | t̯ | ts | u | v | w | y | z |

Un autre alphabet pokomo a aussi été développé par Bible Translation and Literacy, cette fois-ci pour le haut pokomo.
| a | b | bh | bʼ | ch | chʼ | d | dh | dd | dʼ | e | f | g | gh | h | i | j | jʼ | k | kʼ | l | m | n | ny | ng | o | p | ph | pʼ | r | rh | s | sh | t | tt | u | v | w | y | z |